# Bezpečnostní instrukce (letectví)

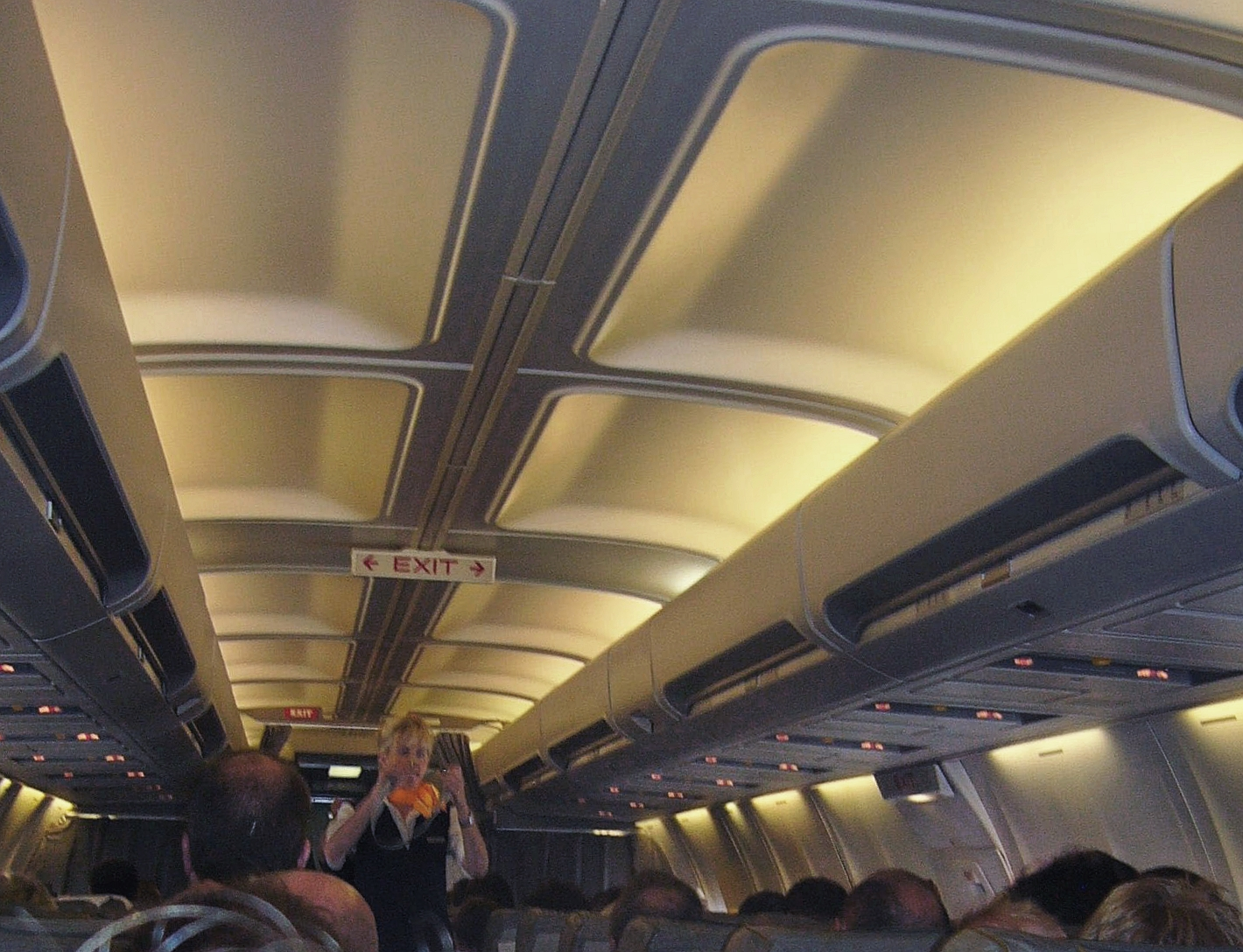
Palubní průvodčí společnosti Lufthansa předvádí kyslíkovou masku

Bezpečnostní instrukce (též předodletová bezpečnostní instruktáž) je seznámení cestujících se základními bezpečnostními postupy za letu. Jsou prováděny vždy před vzletem letadla fyzickou demonstrací či videem. Je v nich poukazováno zejména na umístění nouzových východů, zákaz kouření a používání některých elektronických zařízení, použití bezpečnostních pásů, kyslíkové masky a v případě, že je část letu operována nad vodní hladinou také s plovací vestou.
Některé společnosti nepoužívají manuální instruktáž, ale speciální natočené video. Mezi takové společnosti patří například i dopravce Travel Service.[zdroj?]

## Bezpečnostní pásy
Standardně jsou komerční dopravní letadla u sedadel pro pasažéry vybaveny dvoubodovým pásem. U sedadel posádky je instalován vícebodový pás. Pokud se nad sedadlem rozsvítí světelná signalizace, připoutejte se, pasažér by si měl v zájmu vlastní bezpečnosti pás zapnout.

## Kyslíkové masky
Dojde-li k poklesu tlak (dekomprese) v kabině a nadmořská výška kabiny přesáhne 4 300 metrů, nad každým sedadlem vypadnou kyslíkové masky. Přívod kyslíku se aktivuje zatáhnutím za masku. Maska se nasazuje na hlavu, a i když se vak nenafukuje, kyslík stále proudí. Vždy nasadíme jako první masku sobě, až poté pomůžeme dětem, či ostatním cestujícím.

## Plovací vesty
Plovací vesty jsou v economy class umístěny pod sedadly. Užívají se v případě nouzového přistání na vodní hladině. Vesta se navléká přes hlavu, popruhy se zapínají vepředu. Vesta se nafoukne po trhnutí za červené (popř. jinak barevné) stisky. Je možné ji dofouknout i ústy. V případě potopení letadla pod vodu je nutné vestu nafouknout až poté, co se dotyčný dostane pryč z letadla - pokud by totiž měl vestu nafouknutou v letadle, tak by ho vynášela nad hladinu, což by mu znemožnilo únik a hrozí riziko utonutí.

## Nouzová evakuace
Zahájit evakuaci může jen kapitán letadla. Evakuace cestujících by neměla trvat déle než 90 sekund. V případě nouzové evakuace je nutné zanechat všechna kabinová zavazadla na palubě letadla. Jedním z bezpečnostních prvků při evakuaci letadla je osvícení uličky letadla. Jedná se o speciální zářivá světla vedoucí k nouzovým východům. Nouzové východy jsou rozmístěny individuálně u každého letadla a jejich počty se mohou lišit v závislosti na typu letounu.

## Nekouřit, nepoužívat mobily
V letadle je každý pasažér upozorněn, že je let nekuřácký a v zájmu bezpečí letadla se nesmí používat mobilní telefony, kapesní počítače a další elektronická zařízení. O používání některých zařízení se pasažér může informovat u palubního personálu, nebo v bezpečnostní kartě.
V USA začal zákaz použití telefonu platit od října 2001. Důvodem zákazu zařízení používání od počátku není vliv na přístroje letadla.

## Zavazadla
Příruční zavazadla, jako jsou tašky, kabelky či kufry musí být umístěny pod sedadlem před cestujícím či ve schránce nad hlavami. V případě sedadel u nouzových východů musí být zavazadla vždy ve schránce. Zavazadla nesmí v žádném případě blokovat uličku či nouzový východ.

## Shrnutí
Shrnutí všech bezpečnostních pokynů je většinou na kartě, která je umístěna na sedadle před cestujícím (např.: Eurowings, SmartWings, airBaltic a další). U některých společností jako je například Ryanair či Buzz není shrnutí na kartě, ale přímo na sedadle. Ve shrnutí se nachází: návod na to jak si zapnout bezpečností pás, jak použít kyslíkové masky či plovací vesty, jak otevírat dveře a nouzové východy, jak se bezpečně sklouznout po skluzavce při evakuaci a mimo jiné také mapa letadla se všemi nouzovými východy. Posádka většinou upozorňuje cestující, aby si je před startem prostudovali. Každý typ letadla má jiné bezpečnostní pokyny.